# Редковский, Андрей Алексеевич
Андрей Алексеевич Редковский (1831—1909) — русский художник, интерьерный живописец, пейзажист, акварелист, академик Императорской Академии художеств.

## Биография
Окончил курс Горыгорецкого земледельческого училища (1852). В течение двух лет посещал классы Московского училища живописи и ваяния, после чего поступил вольным слушателем в Императорскую Академию художеств (1854-1859).
За успехи в рисовании и живописи получил серебряные медали — малую (1855) и большую (1856). 
В 1857 году А. Редковский за два «Вида местечка Бигруки близ Выборга» получил малую золотую медаль и звание классного художника 3-й степени.
Состоявшийся художник еще два года посещает классы Академии с тем, чтобы в 1859 году получить звание классного художника 2-й степени.
В 1868 году за представленные Академии акварели «Ржаное поле» и «Корова с теленком в лесу», повышен в классные художники 1-й степени.
Произведения Редковского весьма распространены в собраниях любителей рисунков. Они отличаются вкусным приемом кисти и силой акварельных красок, приближающейся к масляной живописи. Мотивы для них доставляют художнику окрестности Москвы и Петербурга, Финляндия и Кавказ, посещенный им в 1887 году.
Находясь в творческих поисках, художник постоянно пробовал себя в разных жанрах живописи, но известность и признание ему принесли акварельные работы. Во всех его картинах ощущается искусное владение кистью и огромная сила акварельных красок, что делает его произведения приближенными к масляной живописи.
С 1857 года — академик архитектуры, архитектор при Министерства государственных имуществ и Министерстве юстиции. 
В последние годы исполнял должность архивариуса в университете. 
Умер в 1887 году.

## Галерея

Избранные работы
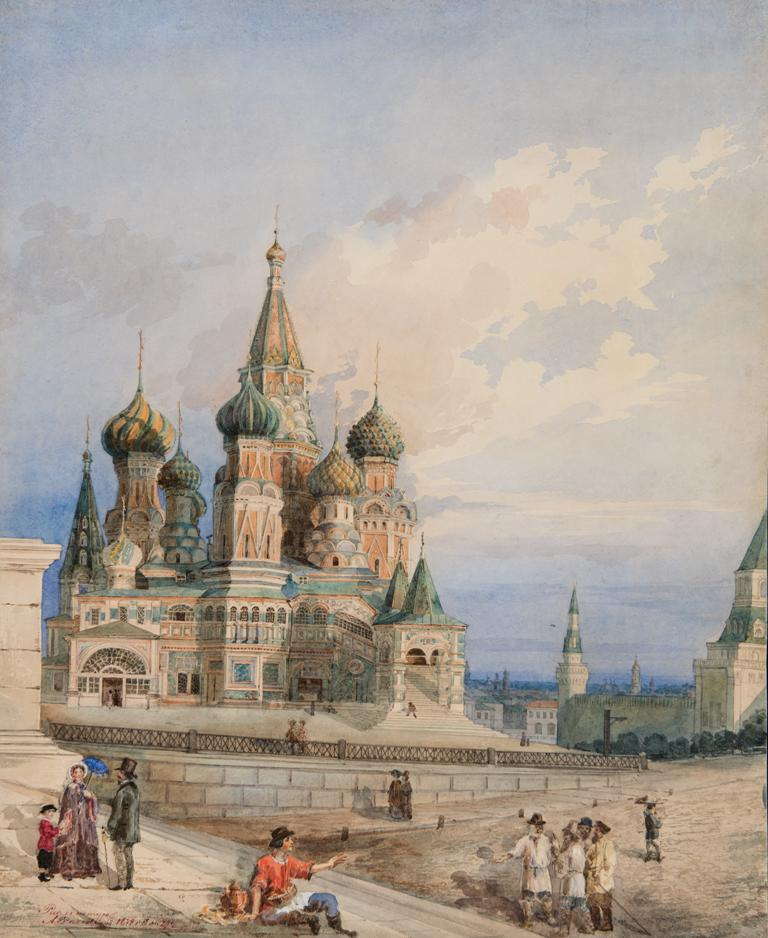
Вид на Покровский собор[3] (1854)
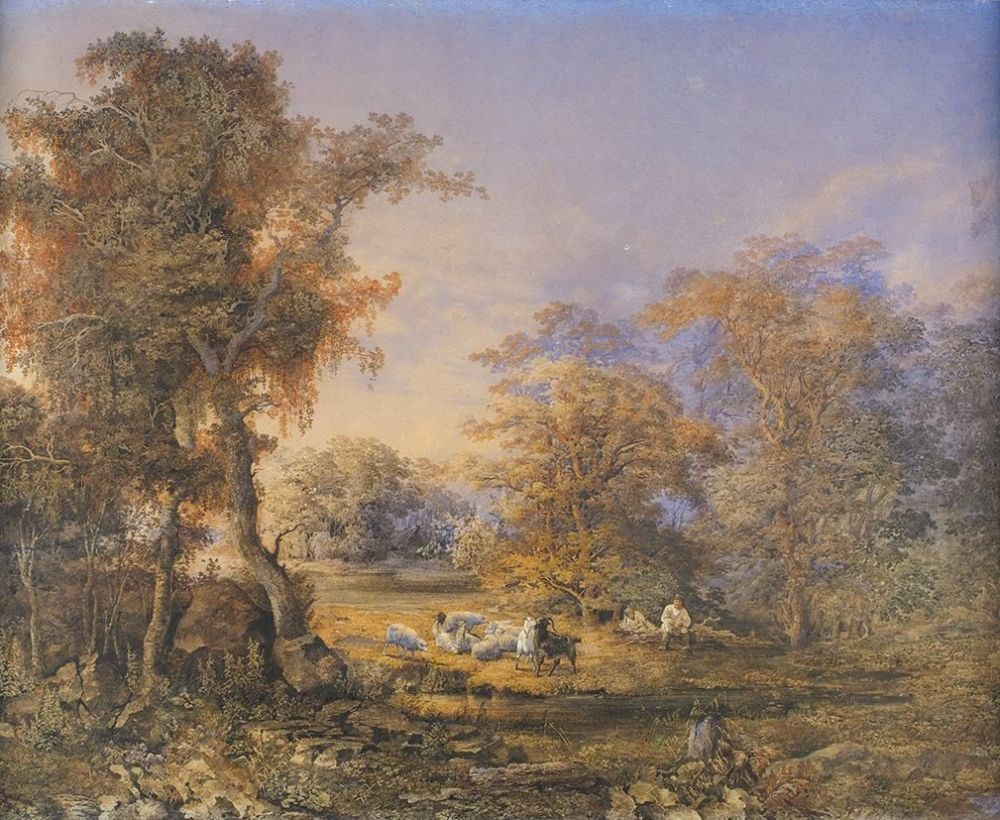
Пейзаж с пастухами (1857)
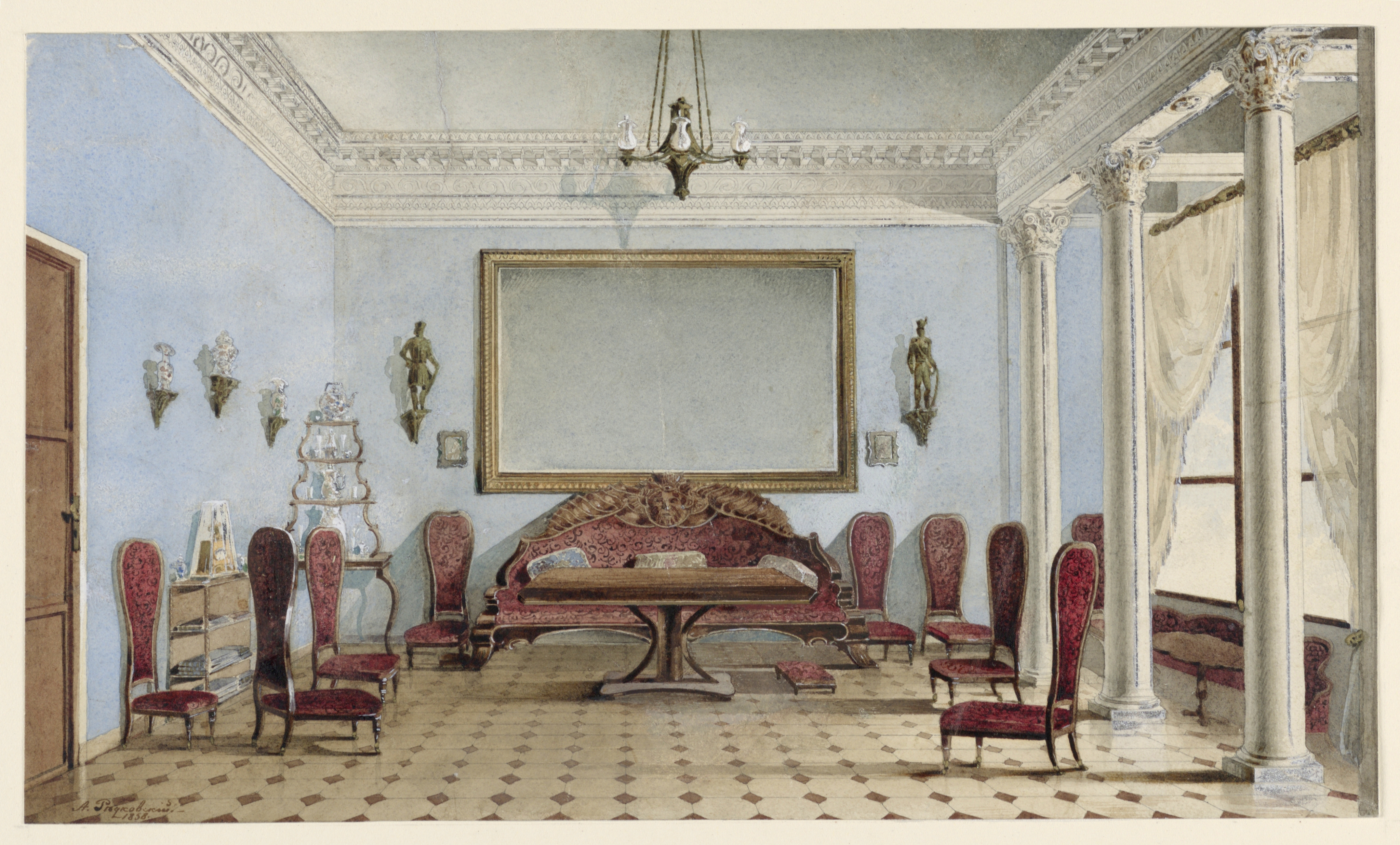
Интерьер [4] (1858)
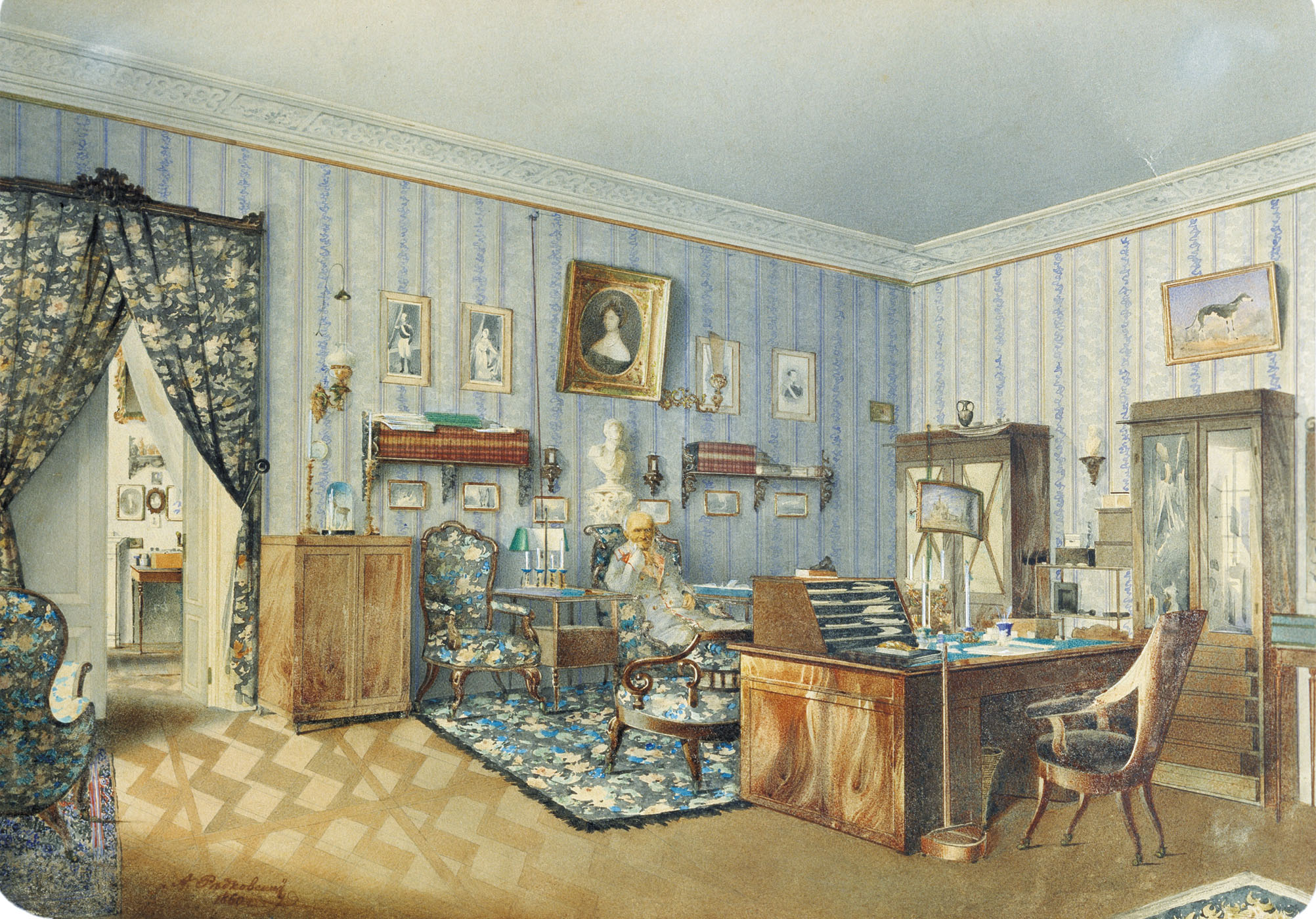
Интерьер [4] (1860)
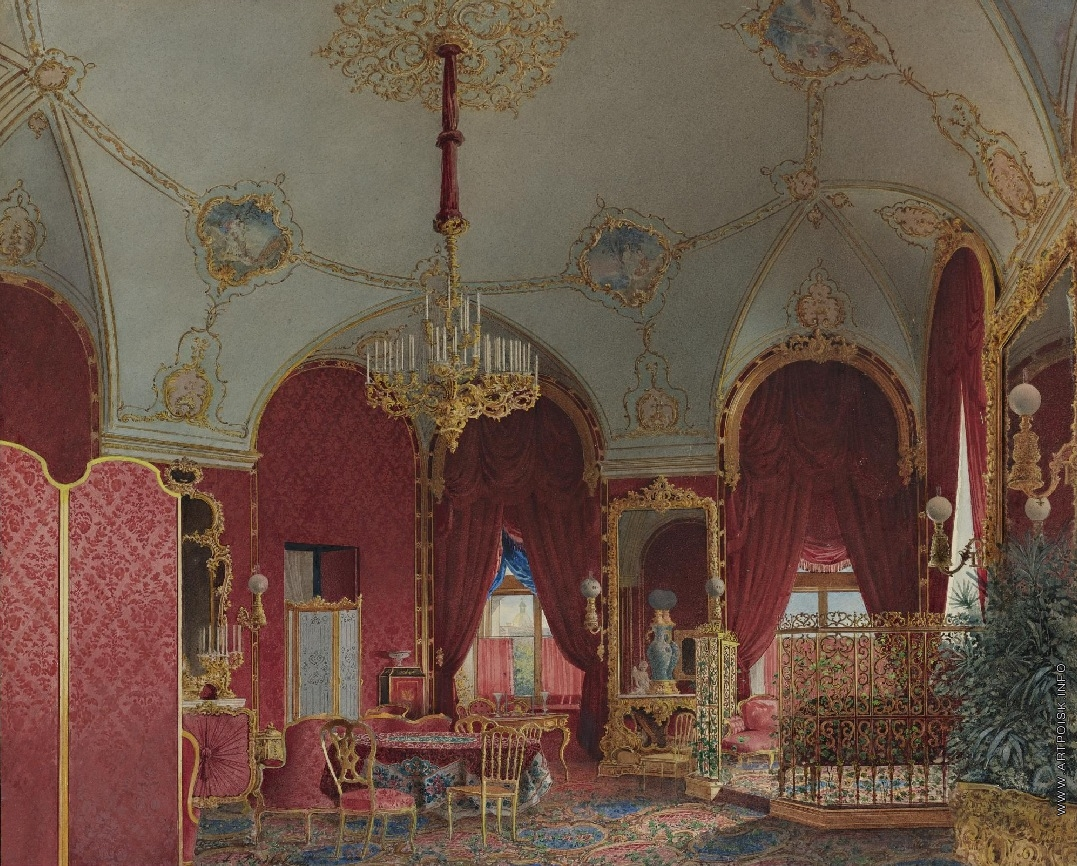
Интерьер [4] (1866)
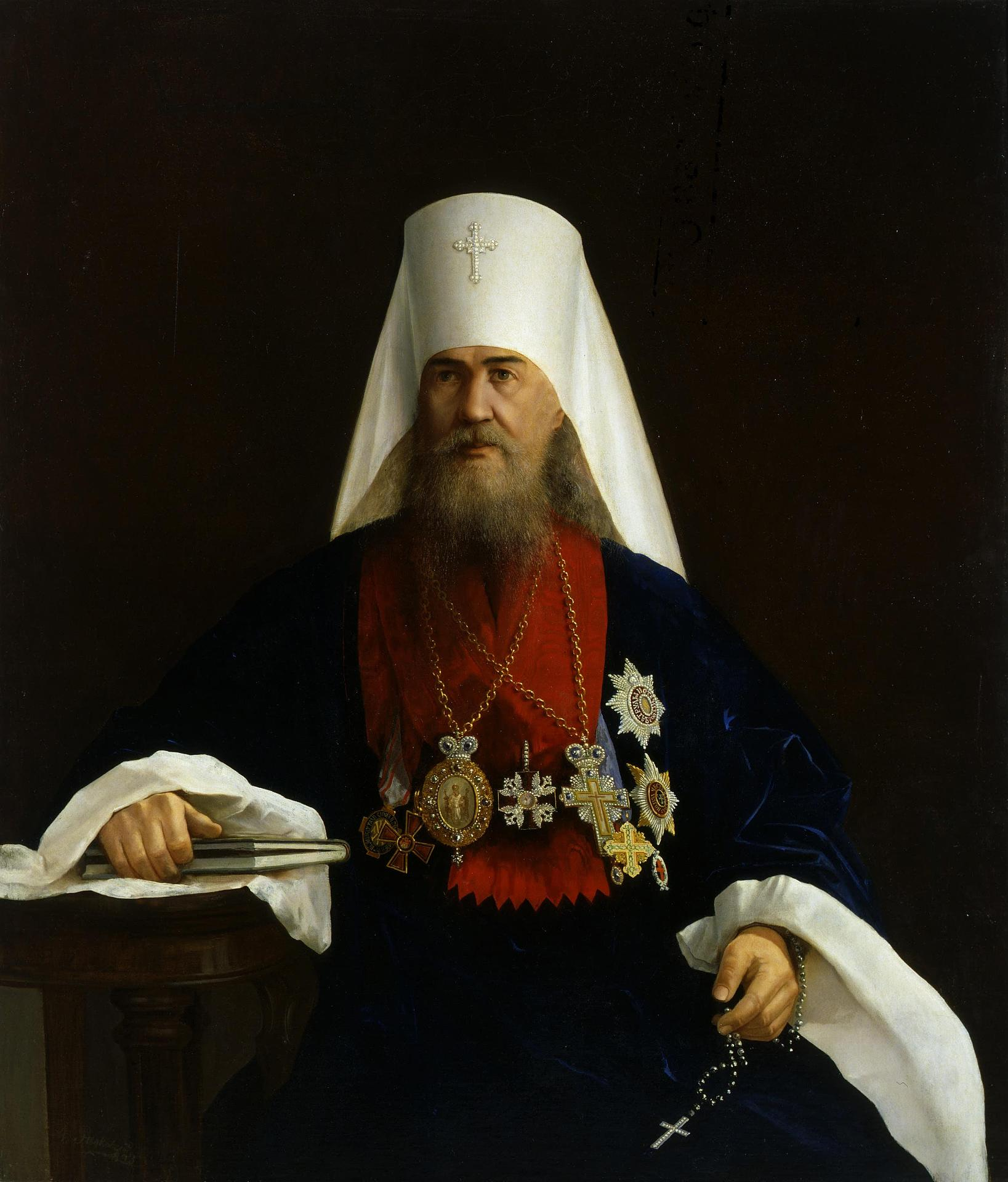
Портрет митрополита Палладия[5] (1893)
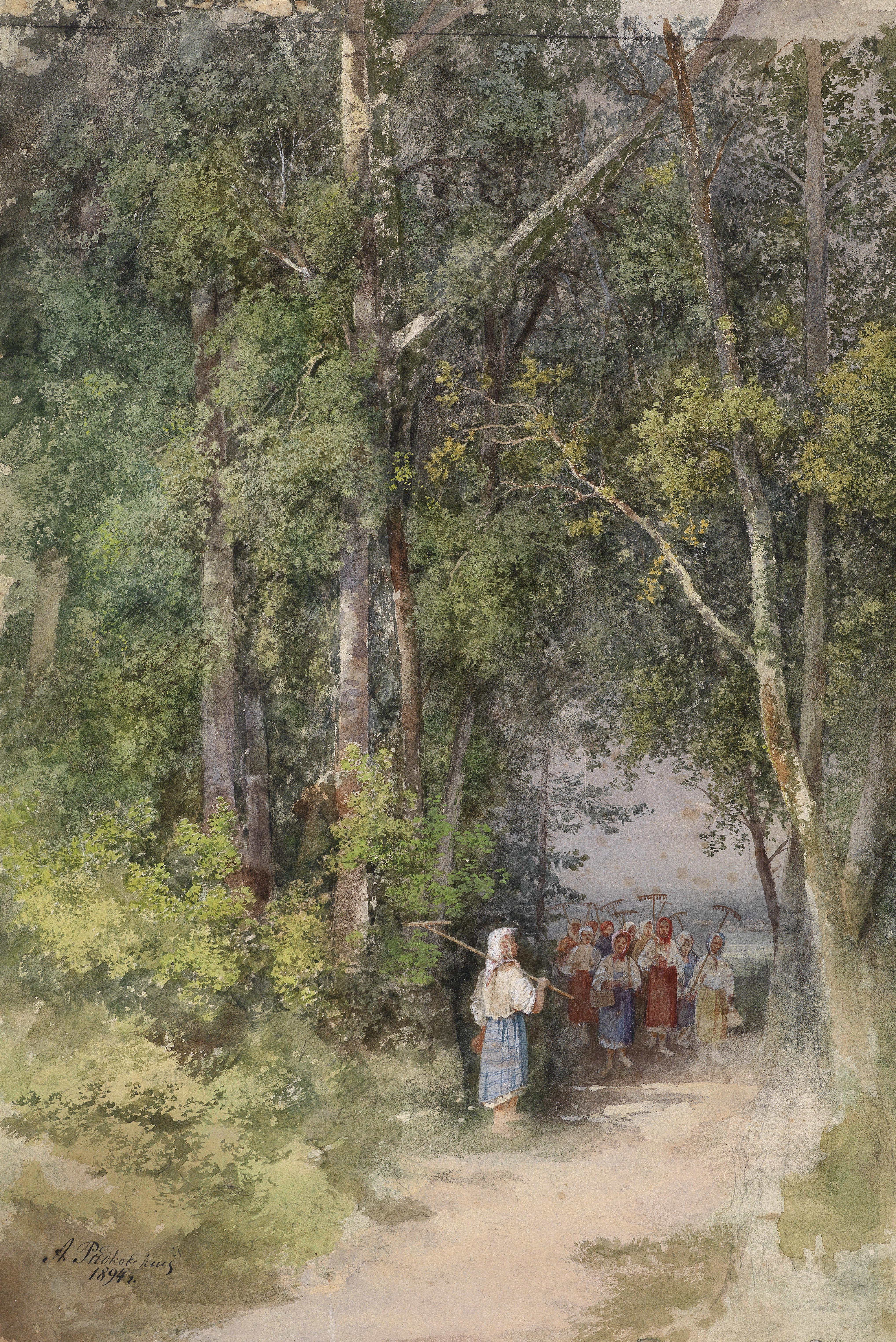
Русские крестьянки с граблями[6] (1894)
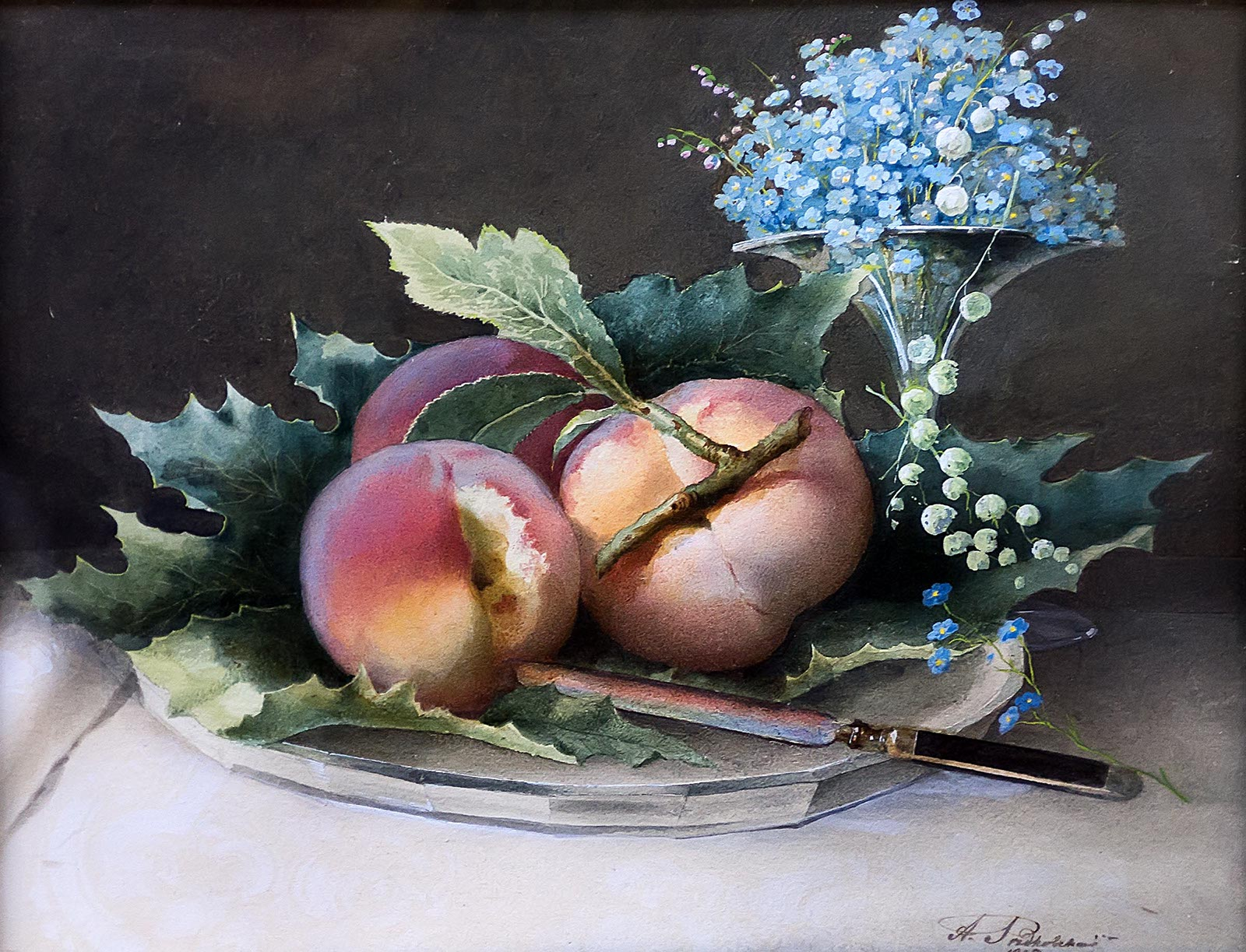
Персики и цветы (1895)
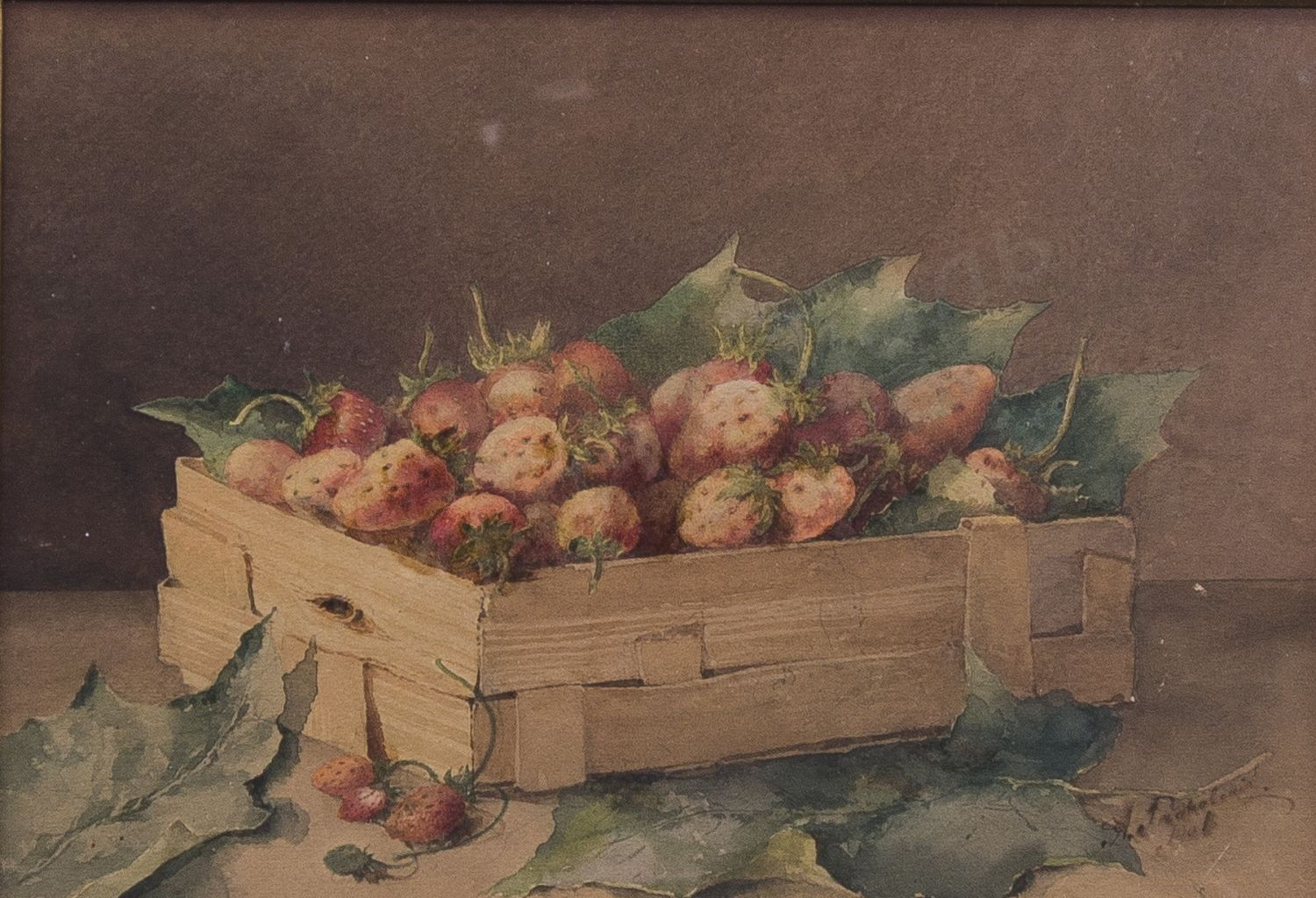
Натюрморт с клубникой (1901)
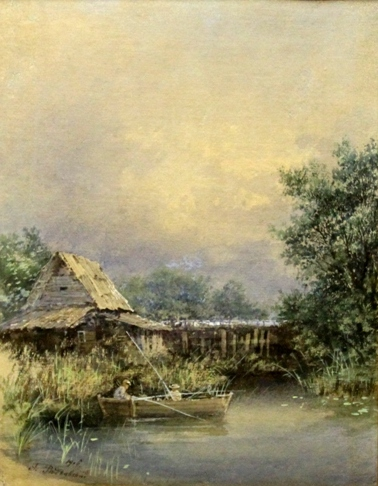
На пруду (1906)